# 長絲異鰓鯰
長絲異鰓鯰，為輻鰭魚綱鯰形目塘虱魚科的其中一種，分布於非洲西部、中部的淡水流域，本魚頭長，背部呈矩形，眼睛位於頭部側面上方，額骨囪門長而狹窄;後頭骨囪門橢圓形。頭部完全地覆蓋著硬骨，鰓前的器官發展良好，胸棘明顯鋸齒狀在前面側邊，脂鰭後部黑色，背鰭軟條26-35枚，臀鰭軟條42-52枚，體長可達150公分，棲息在深水池或較深的河川，晚上較為活躍，屬肉食性，以無脊椎動物、昆蟲及動物屍骸等為食，可做為食用魚或養殖魚類。

## 外部連結
- 長絲異鰓鯰的圖片 （页面存档备份，存于）

## 延伸阅读
維基物種上的相關：長絲異鰓鯰